# Меч дракона
DragonBlade: The Legend of Lang  (кит. трад. 龍刀奇緣, упр. 龙刀奇缘, пиньинь lóngdāo qíyuán, палл. лундао циюань, Меч Дракона: Легенда о Ланге) — китайский полнометражный CGI-мультфильм 2005 года совместного производства компаний DCDC и China Film. Первый китайский трёхмерный мультфильм и первый трёхмерный мультфильм, посвящённый боевым искусствам.

## Сюжет
Провинциальный город атакован страшным чудовищем, которое невозможно убить. Единственным уязвимым местом монстра является драгоценный камень у него во лбу, уничтожить его можно лишь Мечом Дракона. Главный герой, молодой боец по имени Хун Ланг, предпринимает попытку раздобыть легендарное оружие и избавить город от чудовища, а заодно освободить от чар свою возлюбленную.

## Производство
- Несмотря на то, что фильм был произведён в Гонконге, мультипликационный материал (синхронизация губ с речью) изначально был адаптирован для озвучивания на английском языке, поскольку дублировать с английского на кантонский диалект технически проще, нежели наоборот.
- Режиссёр и команда аниматоров специально вылетели в провинцию Шаньдун, чтобы посетить национальный чемпионат по ушу и понаблюдать за техникой мастеров единоборств.
- Транспортная корпорация MTR помогла в рекламировании мультфильма на рынке, выпустив серию DragonBlade-октопус-карт. Поскольку фильм является первым полнометражным трёхмерным китайским мультфильмом, эта карта сейчас представляет коллекционную ценность.

## Награды
Фильм получил приз 2-го ежегодного Фестиваля цифровых развлечений Гонконга (Hong Kong Digital Entertainment Excellence Awards).